# Vår (nordisk mytologi)
|  | For alternative betydninger, se Vår og Var |
Vår (eller Var) er en asynje i nordisk mytologi. Hun er vogter af edsaflæggelser og befinder sig i kredsen omkring Frigg som så mange andre asynjer. Vår er i besiddelse af umenneskelig klogskab og den egenskab at intet kan holdes skjult for hende. Hendes hverv bestod i at straffe dem, som brød deres løfter og belønne dem, som holdt deres ord. Derfor blev udøvere af asa-religionen viet i Vårs navn.